# 马来西亚驻华大使馆
马来西亚驻华大使馆（英語：Embassy of Malaysia in China），是马来西亚在中华人民共和国的最高外交代表机构。馆址位于中国北京市朝阳区亮马桥北街2号。

## 历史沿革
1974年5月31日，马来西亚和中华人民共和国建交。1975年，马来西亚驻华大使馆在北京开馆。

## 机构设置
马来西亚驻华大使馆下设办公处、商务处、文化旅游处、投资处。